# 船旗國
船旗國（英語：Flag state）是指一艘船舶根據其法律註冊或獲得許可的司法管轄區，並被視為船舶的國籍。船隻必須註冊且只能在一個司法管轄區註冊，但可以更改其註冊的司法管轄區。船旗國有權力和責任對在其旗幟下註冊的船舶執行法規，包括對船舶的有關檢查、發證以及頒發安全和防污染文件的法規。由於船舶根據其船旗國的法律運營，因此如果船舶涉及海事案件，則適用這些法律。自1921年《船旗權宣言》以來，人們認識到所有國家（包括內陸國家）都有權保留船舶登記並成為船舶的船旗國。由於一些船旗國未能履行其檢驗和發證責任，尤其是將其任務委託給船級社的方便旗國，許多國家自1982年起對進入本國的外國註冊船舶建立了港口國監督。
截至2010年1月，巴拿馬是世界上最大的船旗國，全球近四分之一的遠洋噸位船舶在此註冊。美國和英國各只有約1%。